# Chlorita forcipigera
Chlorita forcipigera är en insektsart som beskrevs av Alexander Georgievich Kirejtshuk 1975. Chlorita forcipigera ingår i släktet Chlorita och familjen dvärgstritar. Inga underarter finns listade i Catalogue of Life.